# Marius Lindvik
Marius Lindvik (Sørum (ma Lillestrøm része), 1998. június 27. –) norvég olimpiai bajnok síugró, 2016 óta a síugró-világkupa tagja. 2020-ban és 2022-ben második lett a négysáncverseny összetettjében. 2022-ben nagysáncon olimpiai bajnok lett, majd sikerült a sírepülő-világbajnokságot is megnyernie.

## Pályafutása
Lindvik a világkupán a 2015-ös lillehammeri versenyen szerepelt először, majd legközelebb a 2018-as zakopanei versenyen csatlakozott a mezőnyhöz, ahol egy 8. hellyel megszerezte első pontjait. A 2019–2020-as négysánc-versenyen érte el első kiemelkedő eredményét, miután két versenyt is megnyert Garmisch-Partenkirchenben, majd Innsbruckban és az összetett 2. helyén zárt Dawid Kubacki mögött. Ezt az eredményét a 2021–2022-es versenyen is sikerült megismételnie, de akkor nem sikerült győznie egyik állomáson sem, ebben az évben Kobajasi Rjójú bizonyult nála kiegyensúlyozottabbnak.

## Eredményei

### Világkupa
| Szezon  | Összetett | Négysánc | Sírepülés | Raw Air | Willingen Five | Planica 7 | Titisee-Neustadt Five |
| ------- | --------- | -------- | --------- | ------- | -------------- | --------- | --------------------- |
| 2017–18 | 41.       | –        | –         | –       | 30.            | 35.       |                       |
| 2018–19 | 44.       | –        | 39.       | 23.     | 38.            | 40.       |                       |
| 2019–20 | 7.        | 2.       | 11.       | 3.      | 3.             |           | 12.                   |
| 2020–21 | 10.       | 36.      | –         |         | 7.             | 35.       |                       |
| 2021–22 |           | 2.       |           | 14.     |                |           |                       |

#### Győzelmei
| No. | Szezon  | Dátum            | Helyszín               | Sánc                             | Sáncméret |
| --- | ------- | ---------------- | ---------------------- | -------------------------------- | --------- |
| 1.  | 2019–20 | 2020. január 1.  | Garmisch-Partenkirchen | Große Olympiaschanze HS142       | LH        |
| 2.  | 2019–20 | 2020. január 4.  | Innsbruck              | Bergiselschanze HS130            | LH        |
| 3.  | 2020–21 | 2021. január 17. | Zakopane               | Wielka Krokiew HS140             | LH        |
| 4.  | 2021–22 | 2022. január 8.  | Bischofshofen          | Paul-Ausserleitner-Schanze HS140 | LH        |
| 5.  | 2021–22 | 2022. január 16. | Zakopane               | Wielka Krokiew HS140             | LH        |
| 6.  | 2021–22 | 2022. január 30. | Willingen              | Mühlenkopfschanze HS147          | LH        |
| 7.  | 2021–22 | 2022. március 5. | Oslo                   | Holmenkollbakken HS134           | LH        |

### Olimpia
| Év   | Helyszín | Verseny              | Eredmény |
| ---- | -------- | -------------------- | -------- |
| 2022 | Peking   | normálsánc           | 7.       |
| 2022 | Peking   | nagysánc             | 1.       |
| 2022 | Peking   | csapatverseny        | 4.       |
| 2022 | Peking   | vegyes csapatverseny | 8.       |

### Északisí-világbajnokság
| Év   | Helyszín   | Verseny       | Eredmény |
| ---- | ---------- | ------------- | -------- |
| 2021 | Oberstdorf | normálsánc    | 14.      |
| 2021 | Oberstdorf | nagysánc      | 6.       |
| 2021 | Oberstdorf | csapatverseny | 6.       |

### Sírepülő-világbajnokság
| Év   | Helyszín  | Verseny | Eredmény |
| ---- | --------- | ------- | -------- |
| 2022 | Vikersund | egyéni  | 1.       |
| 2022 | Vikersund | csapat  | 3.       |